# Disown
disown是bash shell的一个殼層內建指令，用来从作业列表中移除作业。这样当作业的父shell接收到SIGHUP信号后（例如用户登出时），不会向作业发送SIGHUP信号，以便指定的作业仍能继续执行。